# Waterval van Reinhardstein
De waterval van Reinhardstein is een waterval vlak bij de burcht Reinhardstein in het Belgische Ovifat-Robertville, gemeente Weismes. Ze is 60 meter hoog en is daarmee de hoogste waterval van België. Gezien deze waterval maar weinig bekendheid geniet, gaat de eer van hoogste Belgische waterval vaak naar de watervallen van Coo.
De waterval is gelegen in de vallei van de Warche. In de buurt ligt tevens de stuwdam van Robertville.